# Denver Broncos 2023
La stagione 2023 dei Denver Broncos è stata la 54ª della franchigia nella National Football League, la 64ª complessiva e la prima con Sean Payton come capo-allenatore.
Prima dell'inizio della stagione, i Broncos svincolarono il kicker veterano Brandon McManus dopo nove stagioni con la squadra. Era l'ultimo giocatore rimasto della vittoria del Super Bowl 50 nel 2015. Il suo addio rese la safety Justin Simmons il giocatore da più tempo con la squadra, dal 2016. Dopo essere partiti con un record di 1-5 per la prima volta dal 1994, i Broncos si ripresero, vincendo cinque gare consecutive per la prima volta dal 2015, migliorando il record di 5–12 della stagione precedente. Tuttavia la squadra vinse solo due delle ultime sei gare, terminando la settima stagione consecutiva con più sconfitte che vittorie e mancando l'accesso ai playoff per l'ottava stagione consecutiva. Dopo la peggior stagione a livello statistico in carriera nel 2022, il quarterback Russell Wilson migliorò le sue prestazioni ma fu messo in panchina nelle ultime due gare in favore della riserva Jarrett Stidham.

## Scelte nel Draft 2023
| Scelte dei Broncos nel Draft 2023 |        |              |       |             |
| Giro                              | Scelta | Giocatore    | Ruolo | College     |
| 3                                 | 63     | Marvin Mims  | WR    | Oklahoma    |
| 3                                 | 67     | Drew Sanders | LB    | Arkansas    |
| 3                                 | 83     | Riley Moss   | CB    | Iowa        |
| 6                                 | 183    | JL Skinner   | S     | Boise State |
| 7                                 | 257    | Alex Forsyth | C     | Oregon      |

## Staff
| Staff dei Denver Broncos |
| --- |
| Organi dirigenziali - Proprietario – Rob Walton - CEO – Greg Penner - Presidente – Damani Leech - General Manager – George Paton - Assistente General Manager - Darren Mougey - Direttore del personale dei giocatori – Reed Burckhardt - Dirigente sportivo – A.J. Durso - Direttore delle operazioni di football – Kelly Kleine - Vice direttore delle operazioni di football – Mark Thewes - Vice presidente amministrativo – Rich Hurtado - Vice presidente per lo sviluppo giocatori – Ray Jackson - Direttore degli osservatori del college – Brian Stark - Assistente direttore osservatori – Nick Schiralli - Senior del personale esecutivo – Roman Phifer - Consulente – John Elway Capo allenatore - Sean Payton - Assistente – Mike Westhoff - Assistente – Paul Kelly Altri allenatori - Vice presidente performance e salute dei giocatori – Beau Lowery - Preparatore atletico – Dan Dalrymple - Assistente p.a. – Korey Jones - Assistente p.a. – Shaun Snee Allenatori dell'attacco - Coordinatore offensivo – Joe Lombardi - Quarterback – Davis Webb - Running back – Lou Ayeni - Wide receiver – Keary Colbert - Tight end – Declan Doyle - Offensive line – Zach Strief - Assistente offensivo – Austin King - Passing game coordinator – John Morton - Controllo qualità dell'attacco – Logan Kilgore - Controllo qualità dell'attacco – Zach Grossi - Controllo qualità dell'attacco – Favian Upshaw Allenatori della difesa - Coordinatore difensivo – Vance Joseph - Defensive line – Marcus Dixon - Outside Linebacker – Michael Wilhoite - Linebacker – Greg Manusky - Defensive backs – Christian Parker - Controllo qualità difensiva - Isaac Shewmaker - Controllo qualità difensiva – Addison Lynch - Assistente difensivo – Joel Vitt - Specialista pass rush – Jamar Cain Allenatori dello special team - Coordinatore dello special team – Ben Kotwica - Assistente dello special team – Chris Banjo |

## Roster
| Roster dei Denver Broncos |
| --- |
| Quarterback - 4 Jarrett Stidham - 3 Russell Wilson Running Back - 20 Michael Burton FB - 38 Jaleel McLaughlin - 25 Samaje Perine - 33 Javonte Williams Wide Receiver - 10 Jerry Jeudy - 89 Brandon Johnson - 19 Marvin Mims - 14 Courtland Sutton Tight End - 45 Nate Adkins - 80 Greg Dulcich - 84 Chris Manhertz - 82 Adam Trautman Offensive Linemen - 75 Quinn Bailey G - 72 Garett Bolles T - 79 Lloyd Cushenberry C - 73 Cameron Fleming T - 76 Alex Forsyth C - 69 Mike McGlinchey T - 77 Quinn Meinerz G - 74 Ben Powers G - 60 Luke Wattenberg G Defensive Linemen - 99 Zach Allen DE - 95 Elijah Garcia DE - 92 Jonathan Harris DE - 91 Matt Henningsen DE - 93 D.J. Jones NT - 98 Mike Purcell NT Linebacker - 42 Nik Bonitto OLB - 0 Jonathon Cooper OLB - 56 Baron Browning OLB - 59 Thomas Incoom OLB - 47 Josey Jewell ILB - 41 Drew Sanders ILB - 49 Alex Singleton ILB - 40 Justin Strnad ILB Defensive Back - 21 Essang Bassey CB - 22 Kareem Jackson SS - 27 Damarri Mathis CB - 29 Ja'Quan McMillian CB - 23 Fabian Moreau CB - 37 Riley Moss CB - 31 Justin Simmons FS - 34 JL Skinner FS - 1 Tremon Smith CB - 30 Caden Sterns SS - 2 Patrick Surtain II CB - 32 Delarrin Turner-Yell SS Special Team - 9 Riley Dixon P - 48 Mitchell Fraboni LS - 16 Wil Lutz K Lista delle riserve - 50 Jonas Griffith ILB (IR) - 6 P.J. Locke SS (IR) - 68 Forrest Merrill DE (IR) - 63 Alex Palczewski T (IR) - 12 Tim Patrick WR (IR) - 96 Eyioma Uwazurike DE (Sospeso) - 15 Jalen Virgil WR (IR) - 8 K'Waun Williams CB (IR) Squadra di allenamento - 36 Tyler Badie RB - 11 Ben DiNucci QB - 13 Phillip Dorsett WR - 28 Art Green CB - 52 Marcus Haynes OLB - 17 Lil'Jordan Humphrey WR - 90 Jordan Jackson DE - 71 Demontrey Jacobs T - 26 Devon Key SS - 85 Lucas Krull TE - 96 Tyler Lancaster NT - 97 P.J. Mustipher NT - 64 Haggai Ndubuisi NT - 57 Ben Niemann ILB - 78 William Sherman T - 87 David Sills WR - 39 Dwayne Washington RB Roster aggiornato al 9 settembre 2023 53 attivi, 8 inattivi, 17 nella squadra di allenamento |
| Legenda - I rookie sono in corsivo. - Il primo ruolo è il principale mentre gli eventuali successivi indicano i ruoli secondari. - (IR) sta per Injured Reserve ed indica la lista ristretta per un solo giocatore infortunato che può tornare ad allenarsi dopo la settimana 6 e a rientrare in prima squadra dopo che questa ha giocato 8 partite. - (NF-Inj.) / (NF-Ill.) stanno rispettivamente per Non-Football Injured e Non-Football Illness ed indicano le liste dove viene inserito un giocatore che ha un infortunio o una malattia non dipendente dal football americano. - (PUP) sta per Physically Unable to Perform ed indica la lista dove viene inserito un giocatore mentre è in attesa di recuperare la condizione fisica. Nella stagione regolare dopo la sesta partita giocata dalla propria squadra, il giocatore ha tempo tre settimane per riprendere ad allenarsi, più tre settimane aggiuntive dal suo rientro agli allenamenti per rientrare in prima squadra. |

## Precampionato
Il 17 maggio 2023 furono anniunciate le gare del precampionato.
| Stagione regolare |           |           |                       |           |        |                            |                    |         |
| Settimana         | Data      | Ora (MT)  | Avversario            | Risultato | Record | Stadio                     | TV                 | Sintesi |
| 1                 | 11 agosto | 8:00 p.m. | @ Arizona Cardinals   | S 17-18   | 0-1    | State Farm Stadium         | KTVD (MyNetworkTV) | Sintesi |
| 2                 | 19 agosto | 6:30 p.m. | @ San Francisco 49ers | S 20-21   | 0-2    | Levi's Stadium             | KTVD (MyNetworkTV) | Sintesi |
| 3                 | 26 agosto | 7:00 p.m. | Los Angeles Rams      | V 41-0    | 1-2    | Empower Field at Mile High | KTVD (MyNetworkTV) | Sintesi |

## Stagione regolare

### Calendario
Il calendario della stagione regolare 2023 fu reso noto l'11 maggio 2023. Il 30 novembre 2023 fu annunciato che la gara del quindicesimo turno si sarebbe giocata sabato 16 dicembre. Data e orario della gara di settimana 18 furono stabilite il 31 dicembre 2023, dopo lo svolgimento del diciassettesimo turno.
| Stagione regolare |                     |                     |                          |                     |                     |                            |                     |                     |
| Settimana         | Data                | Ora (MT)            | Avversario               | Risultato           | Record              | Stadio                     | TV                  | Sintesi             |
| 1                 | 10 settembre        | 2:25 p.m.           | Las Vegas Raiders        | S 16-17             | 0-1                 | Empower Field at Mile High | CBS                 | Sintesi             |
| 2                 | 17 settembre        | 2:25 p.m.           | Washington Commanders    | S 33-35             | 0-2                 | Empower Field at Mile High | CBS                 | Sintesi             |
| 3                 | 24 settembre        | 11:00 a.m.          | @ Miami Dolphins         | S 20-70             | 0-3                 | Hard Rock Stadium          | CBS                 | Sintesi             |
| 4                 | 1º ottobre          | 11:00 a.m.          | @ Chicago Bears          | V 31-28             | 1-3                 | Soldier Field              | CBS                 | Sintesi             |
| 5                 | 8 ottobre           | 2:25 p.m.           | New York Jets            | S 21-31             | 1-4                 | Empower Field at Mile High | CBS                 | Sintesi             |
| 6                 | 12 ottobre          | 6:15 p.m.           | @ Kansas City Chiefs (T) | S 8-19              | 1-5                 | Arrowhead Stadium          | Prime Video         | Sintesi             |
| 7                 | 22 ottobre          | 2:25 p.m.           | Green Bay Packers        | V 19-17             | 2-5                 | Empower Field at Mile High | CBS                 | Sintesi             |
| 8                 | 29 ottobre          | 2:05 p.m.           | Kansas City Chiefs       | V 24-9              | 3-5                 | Empower Field at Mile High | CBS                 | Sintesi             |
| 9                 | Settimana di riposo | Settimana di riposo | Settimana di riposo      | Settimana di riposo | Settimana di riposo | Settimana di riposo        | Settimana di riposo | Settimana di riposo |
| 10                | 12 novembre         | 6:15 p.m.           | @ Buffalo Bills (M)      | V 24-22             | 4-5                 | Highmark Stadium           | ESPN                | Sintesi             |
| 11                | 19 novembre         | 6:20 p.m.           | Minnesota Vikings (S)    | V 21-20             | 5-5                 | Empower Field at Mile High | NBC                 | Sintesi             |
| 12                | 26 novembre         | 2:05 p.m.           | Cleveland Browns         | V 29-12             | 6-5                 | Empower Field at Mile High | Fox                 | Sintesi             |
| 13                | 3 dicembre          | 11:00 a.m.          | @ Houston Texans         | S 17-22             | 6-6                 | NRG Stadium                | CBS                 | Sintesi             |
| 14                | 10 dicembre         | 2:25 p.m.           | @ Los Angeles Chargers   | V 24-7              | 7-6                 | SoFi Stadium               | CBS                 | Sintesi             |
| 15                | 16 dicembre         | 6:15 p.m.           | @ Detroit Lions          | S 17-42             | 7-7                 | Ford Field                 | NFL Network         | Sintesi             |
| 16                | 24 dicembre         | 6:15 p.m.           | New England Patriots (S) | S 23-26             | 7-8                 | Empower Field at Mile High | NFL Network         | Sintesi             |
| 17                | 31 dicembre         | 2:25 p.m.           | Los Angeles Chargers     | V 16-9              | 8-8                 | Empower Field at Mile High | CBS                 | Sintesi             |
| 18                | 7 gennaio           | 2:25 p.m.           | @ Las Vegas Raiders      | S 17-24             | 8-9                 | Allegiant Stadium          | Fox                 | Sintesi             |

Note:
- Gli avversari della propria division sono in grassetto.
- Il simbolo "@" indica una partita giocata in trasferta.
- (M) indica il Monday Night Football, (T) il Thursday Night Football e (S) il Sunday Night Football.

## Premi

### Premi settimanali e mensili
- Justin Simmons:

difensore della AFC della settimana 8
- Marvin Mims:

giocatore degli special team della AFC della settimana 10
- Wil Lutz:

giocatore degli special team della AFC del mese di novembre

## Leader della squadra
| Leader della squadra   |                                 |        |
| Categoria              | Giocatore                       | Valore |
| Yard passate           | Russell Wilson                  | 3,070  |
| Touchdown passati      | Russell Wilson                  | 26     |
| Yard corse             | Javonte Williams                | 774    |
| Touchdown su corsa     | Russell Wilson Javonte Williams | 3      |
| Ricezioni              | Courtland Sutton                | 59     |
| Yard ricevute          | Courtland Sutton                | 772    |
| Touchdown su ricezione | Courtland Sutton                | 10     |
| Punti                  | Wil Lutz                        | 119    |
| Yard rit. kickoff      | Marvin Mims                     | 397    |
| Yard rit. punt         | Marvin Mims                     | 312    |
| Tackle                 | Alex Singleton                  | 177    |
| Sack                   | Jonathon Cooper                 | 8,5    |
| Fumble forzati         | D.J. Jones                      | 3      |
| Intercetti             | Justin Simmons                  | 3      |